# 伊赫桑·利奥纳多·伊曼努埃尔·伦贝伊
伊赫桑·利奥纳多·伊曼努埃尔·伦贝伊（2000年1月15日—），印尼男子羽毛球運動員。他曾贏得2018年亚青賽男单季军。他效力于俱乐部Mahawu DC羽毛球俱乐部。他还参加了拉古南特殊体育学校羽毛球比赛。

## 簡歷
2017年7月，伊克善代表印尼参加本国举办的世界青年羽毛球錦標賽，亦是印尼男单主力助球队赢得第五名。
2018年7月，伊克善代表印尼参加本国举办的亚洲青年羽毛球錦標賽，在率先进行的团体赛，助印尼队赢得混合團體季军；此外，他在个人赛方面赢得男子单打季军。

## 主要比賽成績
只列出曾進入準決賽的國際賽事成績：
| 年份   | 賽事                     | 公開賽級別 | 項目     | 成績   |
| ------ | ------------------------ | ---------- | -------- | ------ |
| 2017年 | 秘魯羽毛球國際系列賽     | 國際系列賽 | 男子單打 | 亞軍   |
| 2017年 | 亞洲青年羽毛球錦標賽     | 其他       | 混合團體 | 亞軍   |
| 2018年 | 亞洲青年羽毛球錦標賽     | 其他       | 混合團體 | 季軍   |
| 2018年 | 亞洲青年羽毛球錦標賽     | 其他       | 男子單打 | 季軍   |
| 2018年 | 世界青年羽毛球錦標賽     | 其他       | 混合團體 | 季軍   |
| 2018年 | 孟加拉羽毛球國際挑戰賽   | 國際挑戰賽 | 男子單打 | 準決賽 |
| 2018年 | 土耳其羽毛球國際賽       | 國際系列賽 | 男子單打 | 冠軍   |
| 2019年 | 印尼羽毛球國際挑戰賽     | 國際挑戰賽 | 男子單打 | 冠軍   |
| 2019年 | 孟加拉羽毛球國際挑戰賽   | 國際挑戰賽 | 男子單打 | 準決賽 |
| 2021年 | 巴林羽毛球國際挑戰賽     | 國際挑戰賽 | 男子單打 | 冠軍   |
| 2022年 | 亞洲羽毛球團體錦標賽     | 其他       | 男子團體 | 亞軍   |
| 2022年 | 意大利羽毛球國際賽       | 國際挑戰賽 | 男子單打 | 準決賽 |
| 2022年 | 印尼羽毛球國際系列賽     | 國際系列賽 | 男子單打 | 冠軍   |
| 2022年 | 印尼羽毛球國際挑戰賽     | 國際挑戰賽 | 男子單打 | 準決賽 |
| 2023年 | 馬來西亞羽毛球國際系列賽 | 國際系列賽 | 男子單打 | 冠軍   |
| 2023年 | 印尼泗水羽毛球國際挑戰賽 | 國際挑戰賽 | 男子單打 | 準決賽 |
| 2024年 | 越南羽毛球國際挑戰賽     | 國際挑戰賽 | 男子單打 | 準決賽 |
| 2024年 | 泰國羽毛球國際挑戰賽     | 國際挑戰賽 | 男子單打 | 亞軍   |
| 2024年 | 印尼羽毛球國際挑戰賽     | 國際挑戰賽 | 男子單打 | 亞軍   |

| 2007-2017年 | 首要超級賽 | 超級賽 | 黃金大獎賽 | 大獎賽 | 國際挑戰賽 | 國際系列賽 | 未來系列賽 | 其他 |

| 2018-2026年 | 總決賽 | 超級1000賽 | 超級750賽 | 超級500賽 | 超級300賽 | 超級100賽 | 國際挑戰賽 | 國際系列賽 | 未來系列賽 | 其他 |